# Bindeez

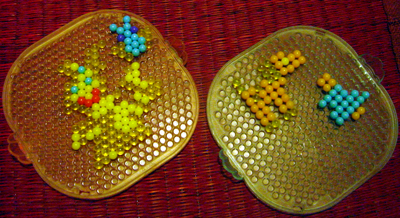
En annan variant

Bindeez är en leksak som marknadsfördes av det amerikanska företaget Moose Enterprise. Den utnämndes till Australian Toy of the Year år 2007 . Efter en incident där ett minderårigt barn svalt delar av dess innehåll har produkten dragits tillbaka från marknaden.
Vissa produkter har innehållit ämnen som kan vara giftiga . Kemikalierna ombildas efter intagande i kroppen till en GHB-liknande substans och ger liknande symptom. Produkten marknadsförs i Sverige av Top-Toys och finns bl.a. hos Toys "R" Us och BR-Leksaker.